# Cybister

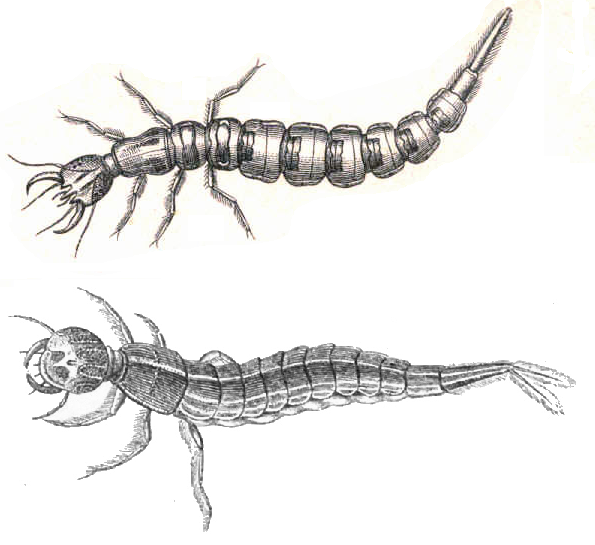
Porównanie larw Cybister (na górze) i pływaka Dytiscus (na dole)

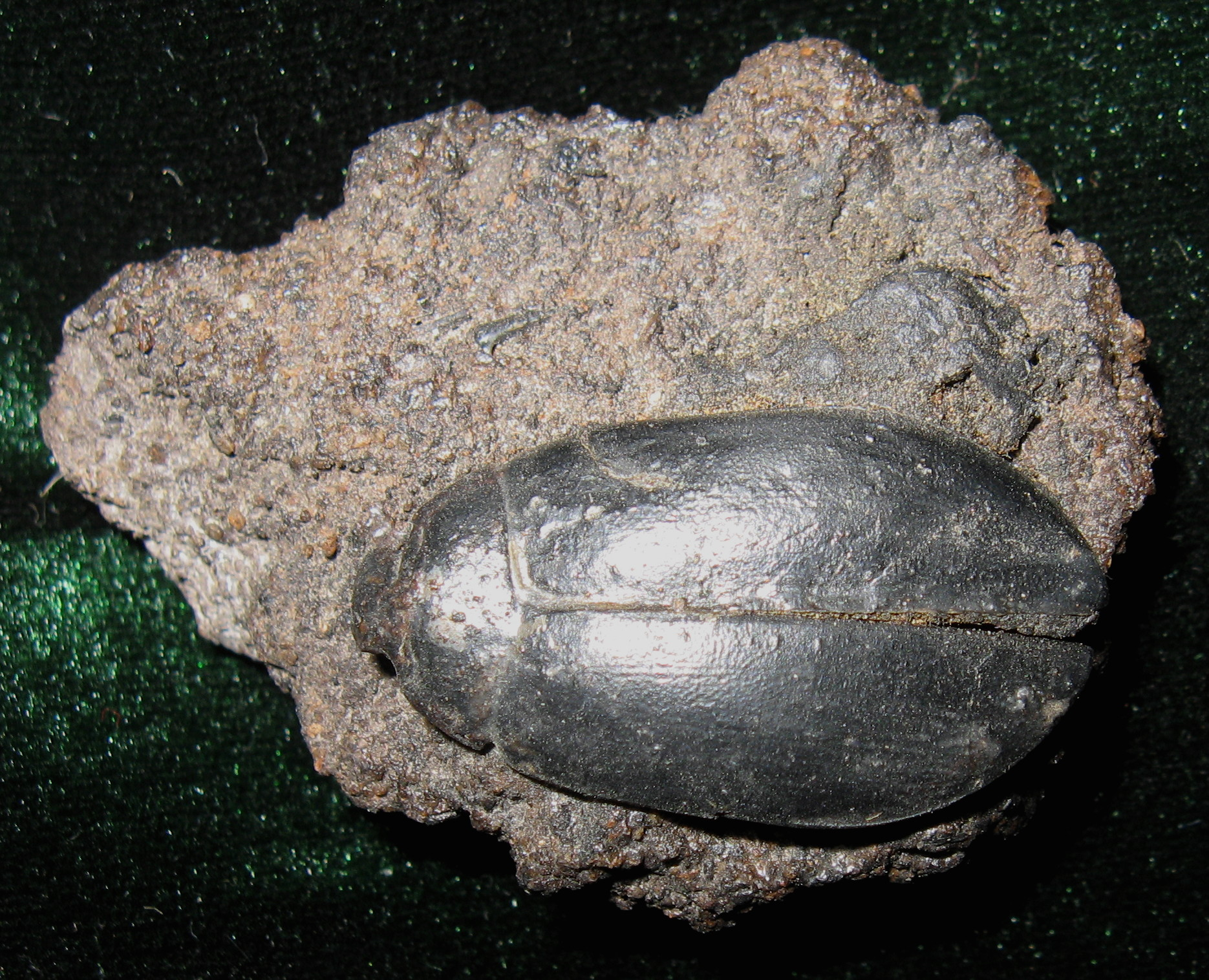
Skamieniałość Cybister explanatus

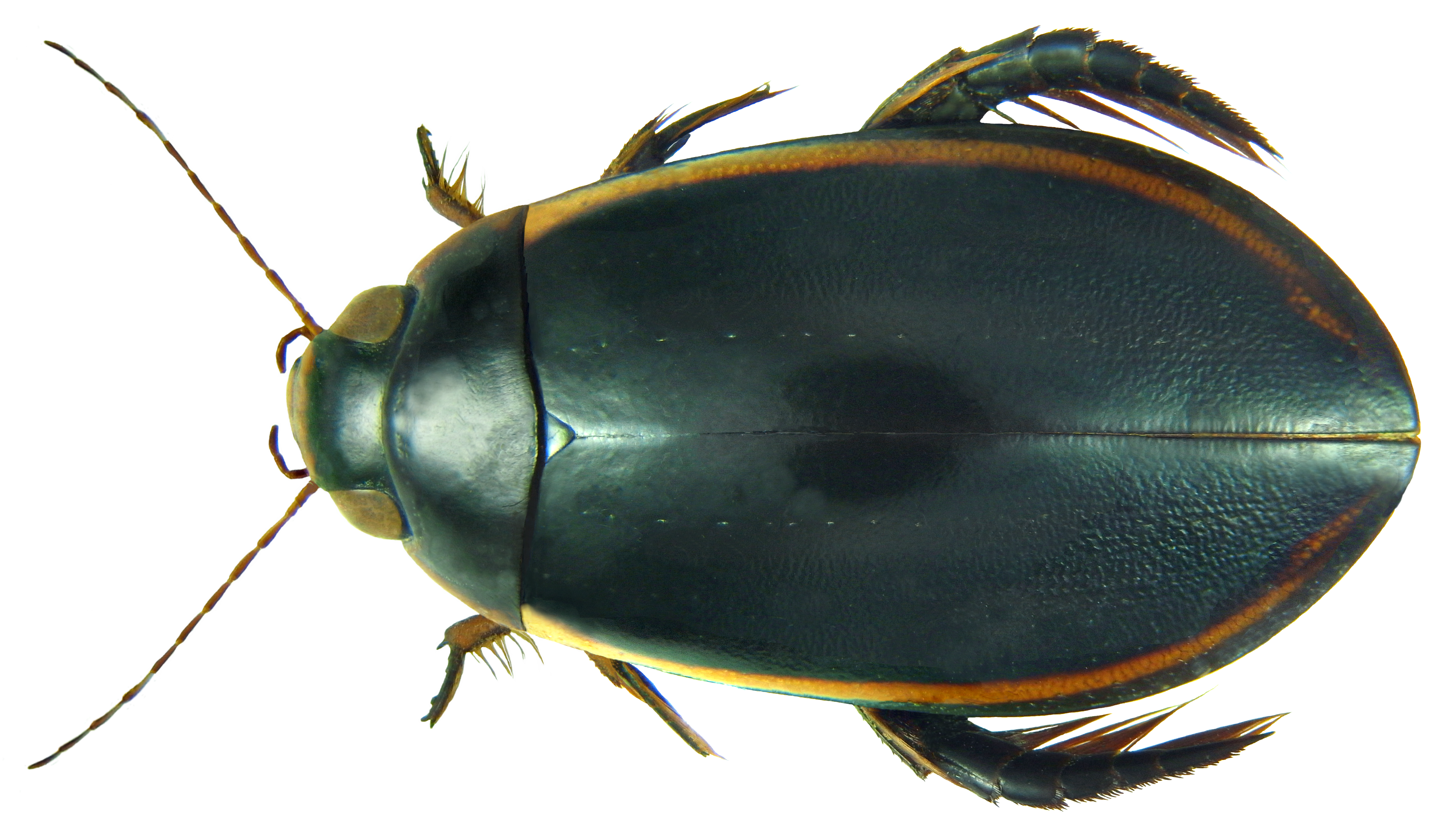
Samica Cybister rugosus

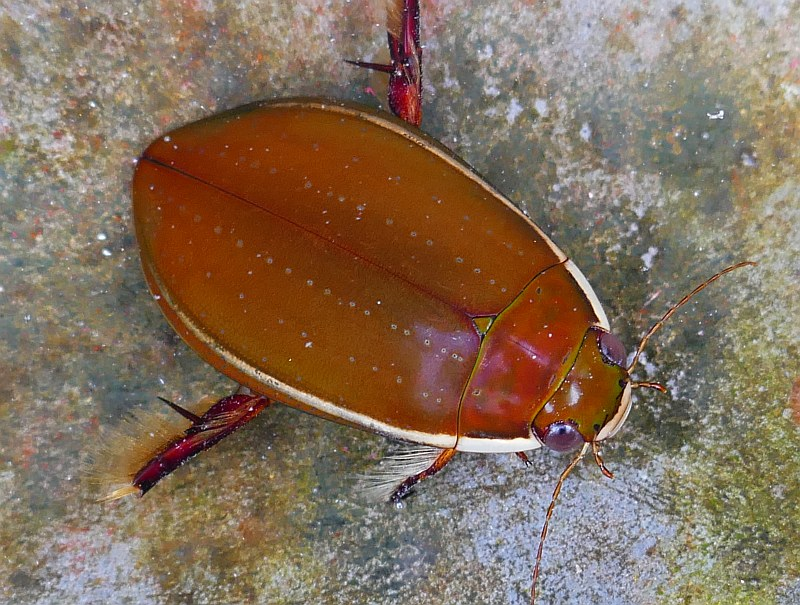
Topień

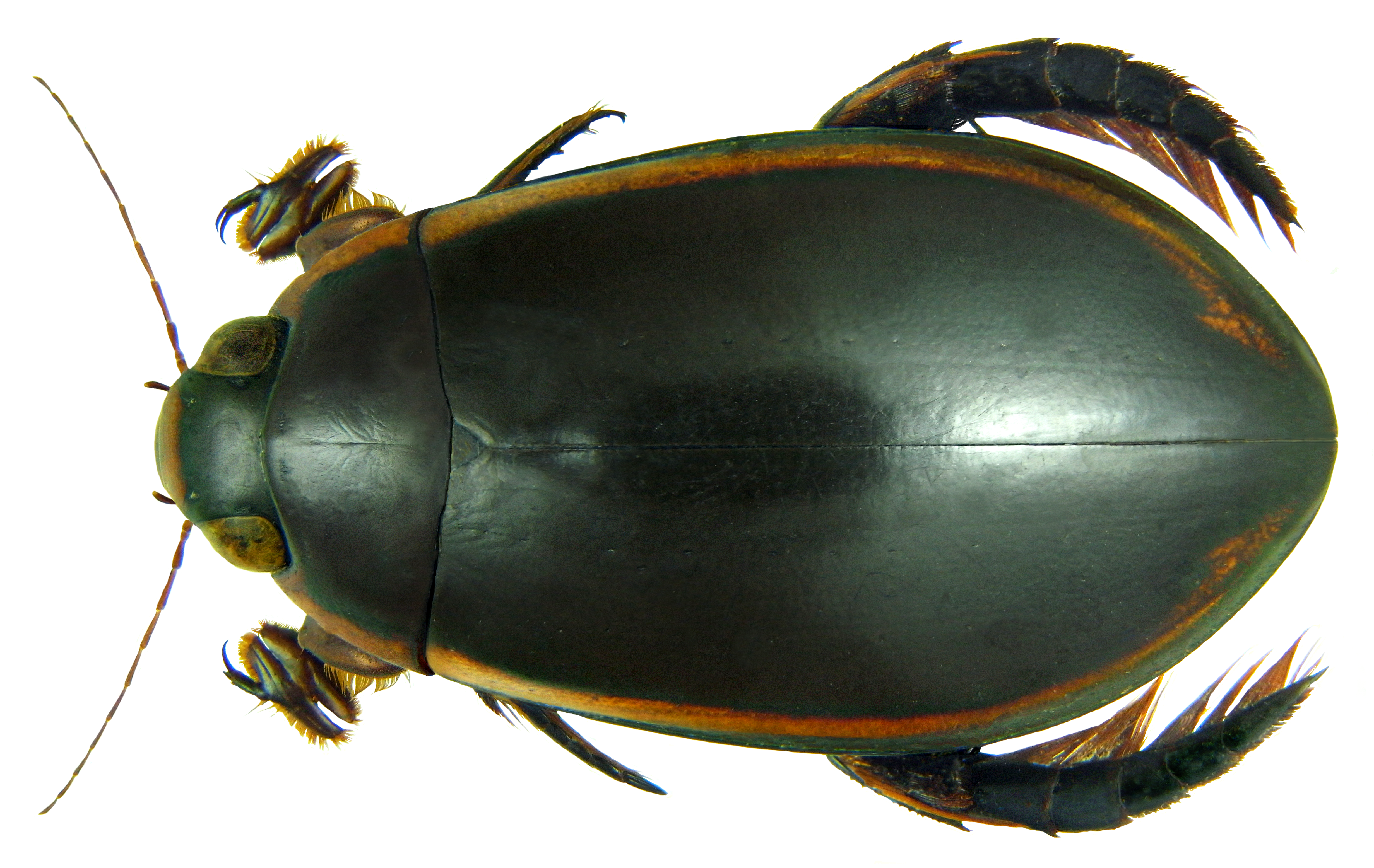
Samiec Cybister limbatus

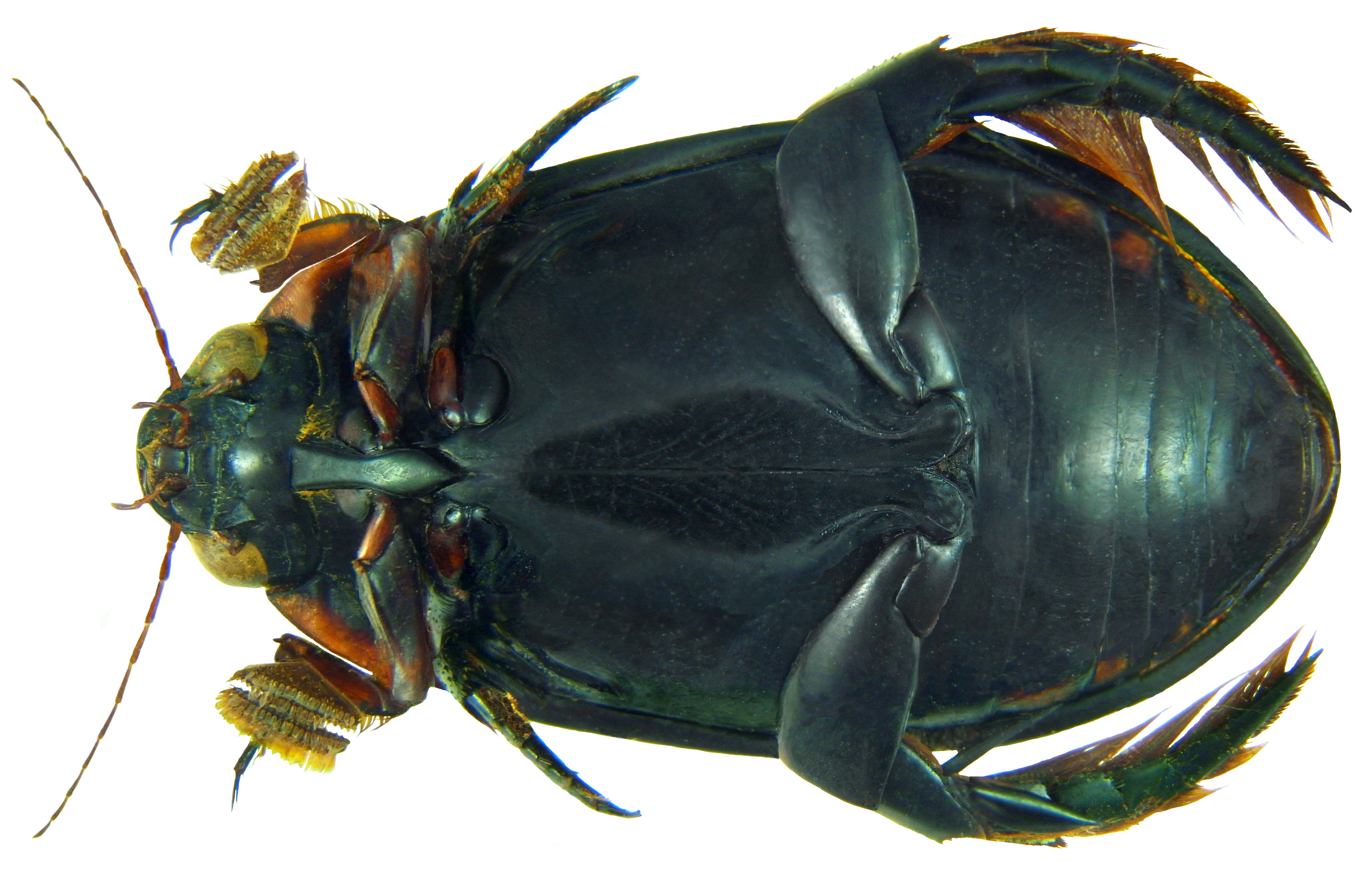
Samiec Cybister limbatus. Widok od spodu

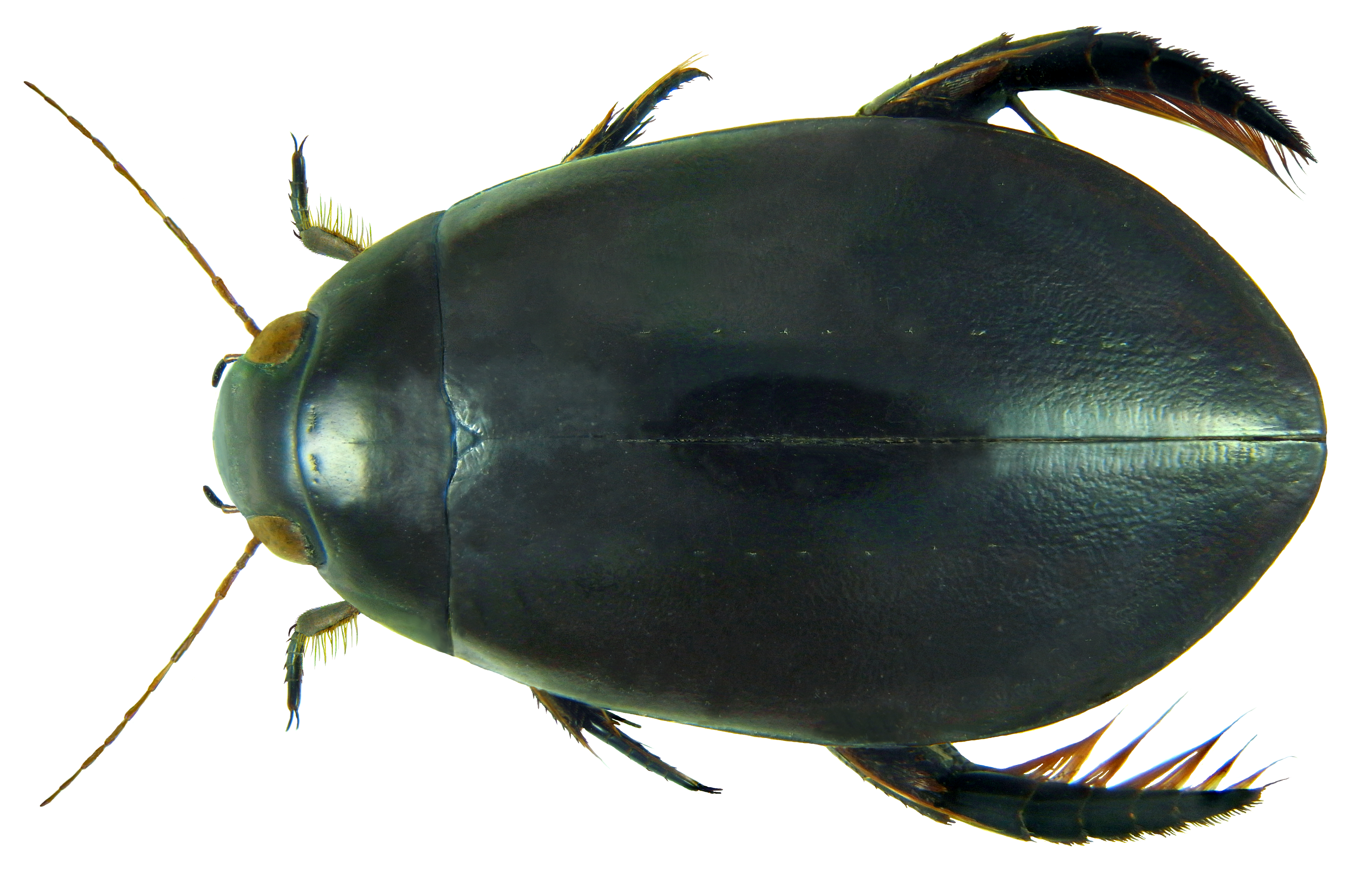
Samica Cybister siamensis

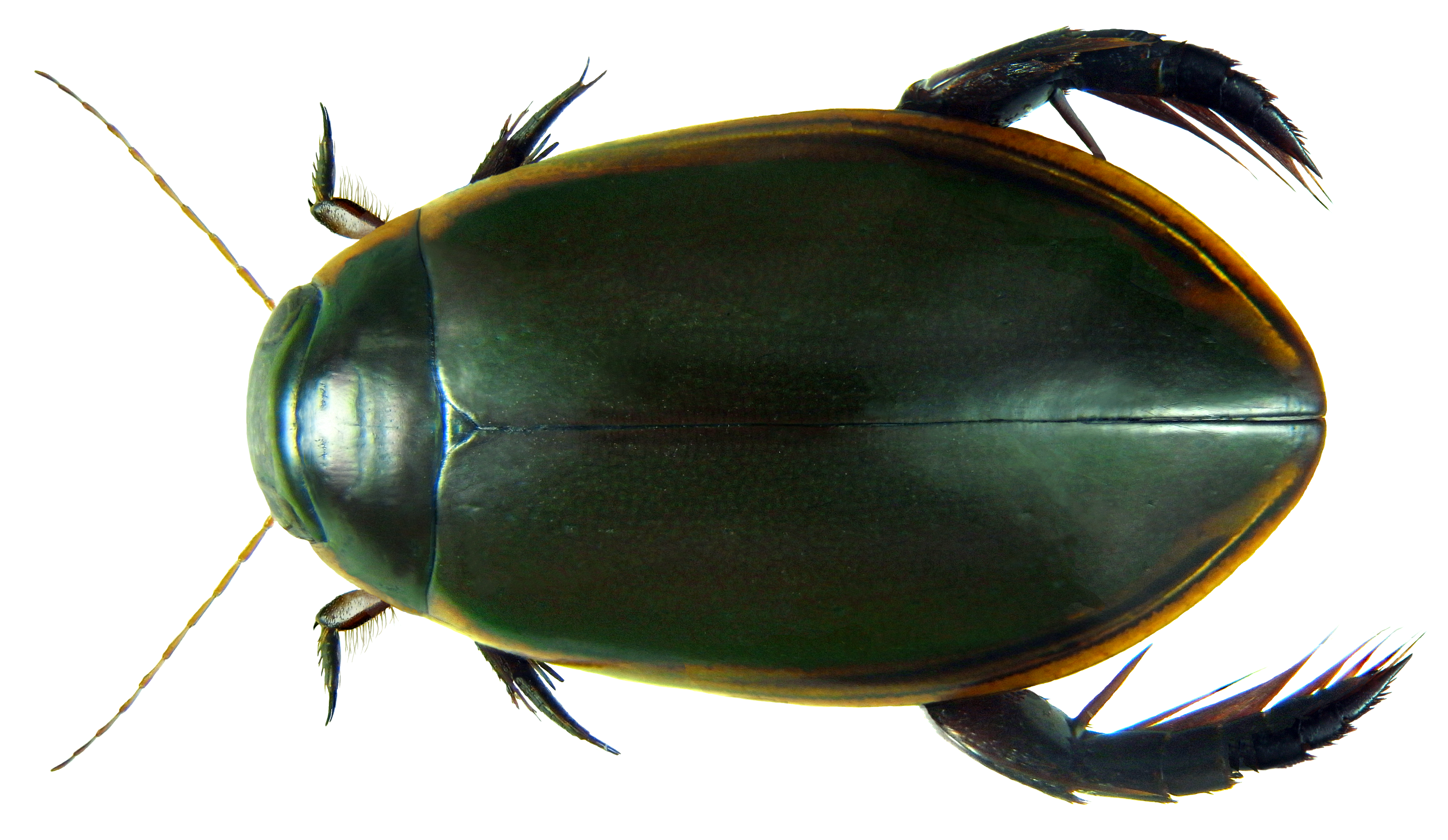
Samica Cybister fumatus

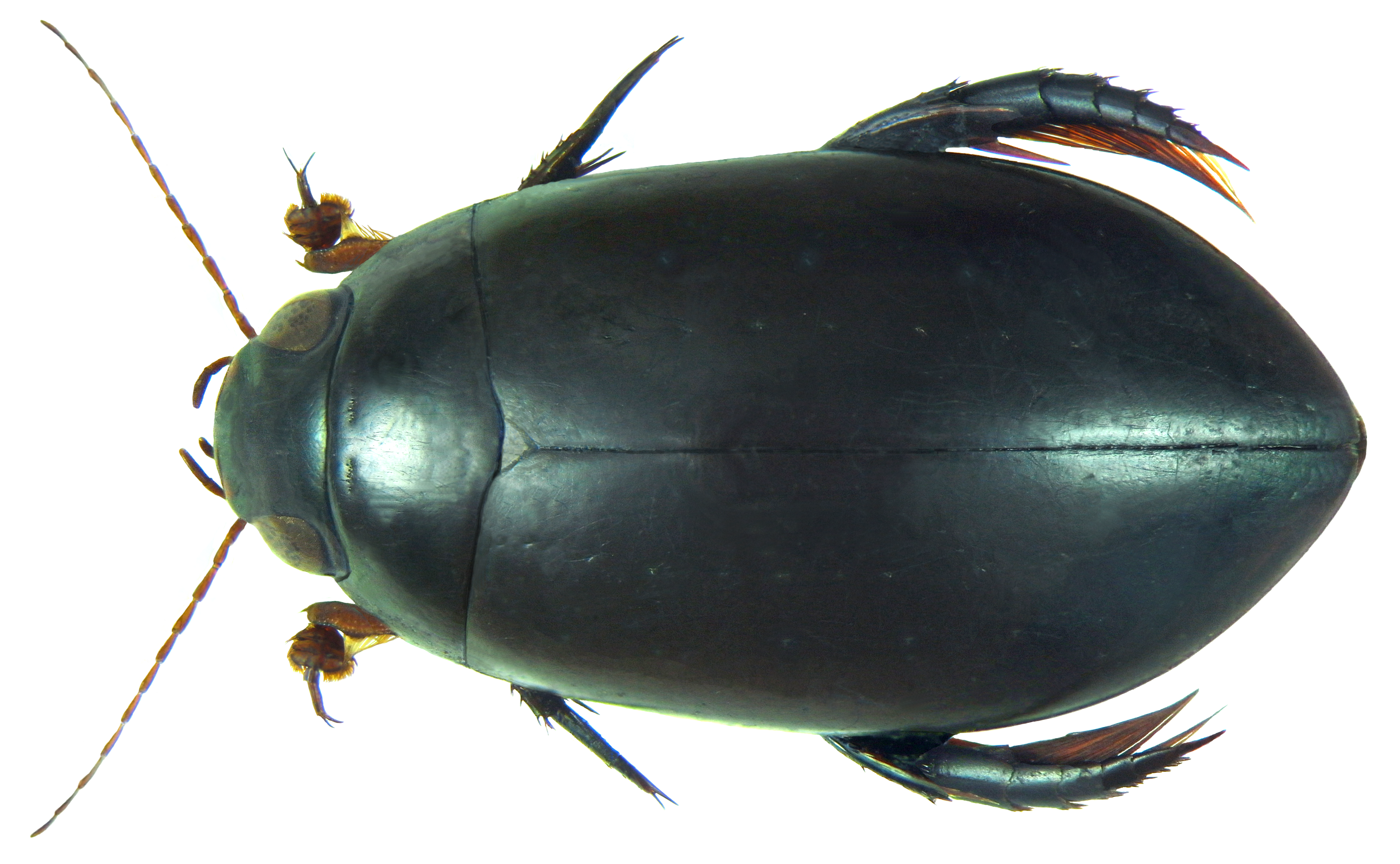
Samiec Cybister dehaanii

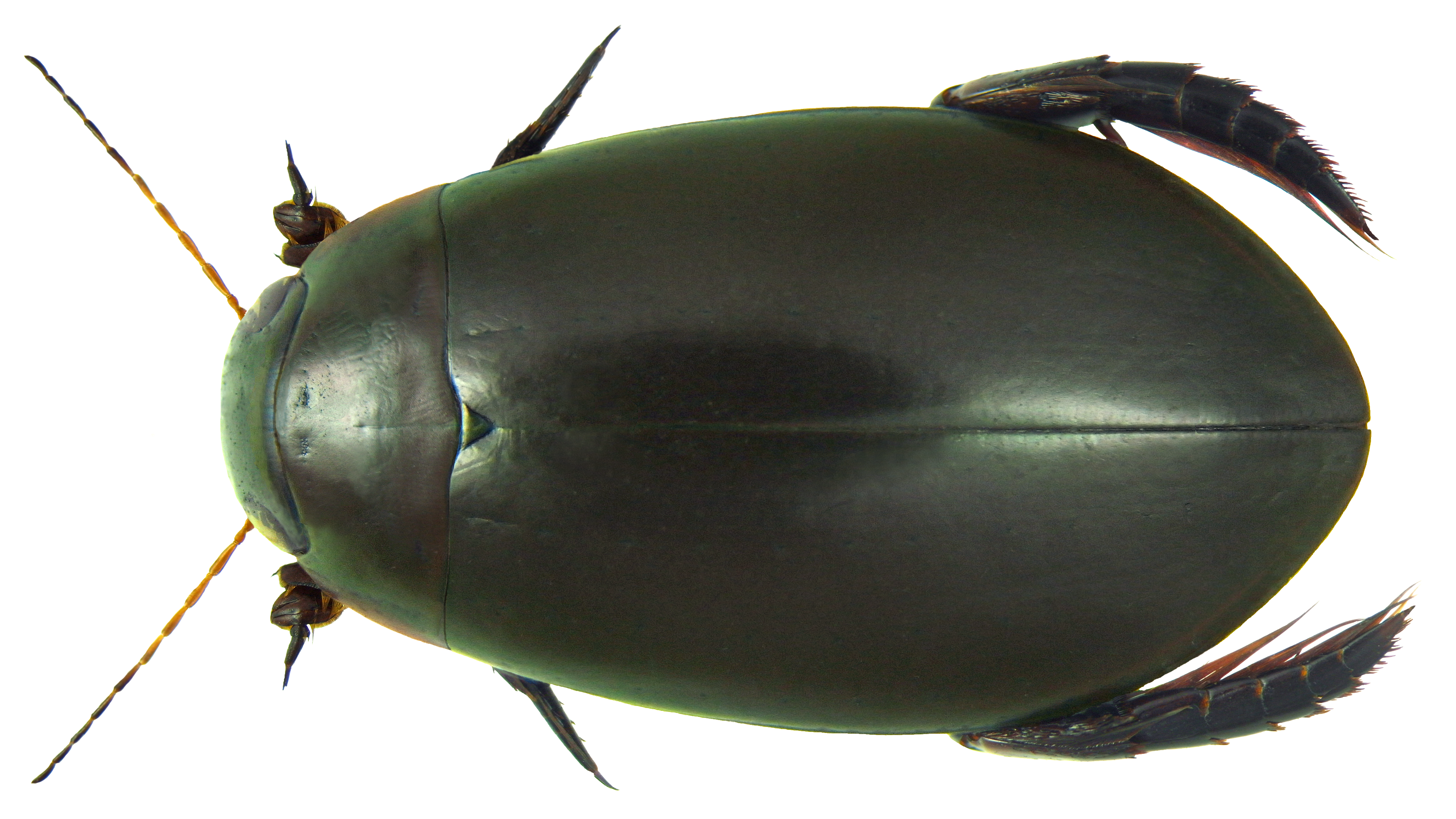
Samiec Cybister sugillatus

Cybister – rodzaj wodnych chrząszczy z rodziny pływakowatych i podrodziny Dytiscinae.

## Morfologia

### Owad dorosły
Chrząszcze te osiągają rozmiary od średnich do bardzo dużych (do około 50 mm). Należą tu jedne z największych chrząszczy wodnych. Ciało mają opływowe, gładkie, mocne rozszerzone z tyłu. Barwa wierzchu ciała może być zielona, czarnozielona, miedziana, brunatna lub czarna, niekiedy z jasną obwódką. Spód może być od żółtawego przez rudobrązowy po czarny. Przedplecze jest nieobrzeżone. Przedpiersie zaopatrzone jest w wystający, ostro zwieńczony wyrostek. Pokrywy cechują bardzo długie, sięgające prawie do wierzchołka epipleury. Zapiersie ma szerokie, acz na końcach wąsko języczkowate skrzydełka. Przedni brzeg płytek zabiodrza jest ostro załamany. Tylna para odnóży jest stosunkowo krótka i bardzo szeroka, z długimi i szczytowo rozdwojonymi szczecinkami w kępkach na goleniach oraz szczątkowym lub całkiem nieobecnym drugim pazurkiem stopy. Dymorfizm płciowy przejawia się w budowie przednich odnóży samców, które mają rozszerzone i wyposażone w przyssawki stopy.

### Larwa
Larwy mają mocno wydłużone, walcowate, dość proste ciała o długości w ostatnim stadium dochodzącej do 70 mm. Rozszerzona z przodu głowa ma podwójne lub poczwórne wycięcie na krawędzi nadustka, silnie wykształcone czułki i głaszczki szczękowe, podwojone człony głaszczków wargowych oraz niewielką, trapezowatą bródkę z trójkątnym wyrostkiem na przedzie. Żuwaczki są długie, bardzo mocno wygięte, porośnięte szczecinkami i wyposażone w kanalik. Odnóża są słabo rozwinięte, obustronnie porośnięte włosami pływnymi. Przedostatni segment odwłoka jest bardzo silnie wydłużony, a ostatni wręcz prawie rurkowaty – oba z włosami pływnymi. Przysadki odwłokowe uległy redukcji do drobnych płatków.

## Ekologia i rozprzestrzenienie
Przedstawiciele rodzaju należą do największych słodkowodnych drapieżników bezkręgowych. Rodzaj jest rozprzestrzeniony kosmopolitycznie, ale znacznie mniej liczny w gatunki w krainach neotropikalnej, nearktycznej i palearktycznej, gdzie jego nisze ekologiczną zajmują głównie rodzaje Dytiscus i Megadytes. W Europie występują dwa gatunki, a w Polsce tylko jeden: topień.

## Systematyka
Rodzaj ten po raz pierwszy opisany został w 1817 roku przez Williama Elforda Leacha pod nazwą Trogus. Nazwa ta była jednak wcześniej zajęta i w 1827 roku John Curtis wprowadził dlań nową nazwę Cybister. Dotychczas opisano około 100 zaliczanych doń gatunków, zgrupowanych w 4 podrodzajach:
- podrodzaj: Cybister (Cybister) Curtis, 1827
  - Cybister alluaudi Guignot, 1936
  - Cybister bengalensis Aubé, 1838
  - Cybister buqueti Aubé, 1838
  - Cybister cardoni Severin, 1890
  - Cybister cavicollis Sharp, 1887
  - Cybister celebensis Sharp, 1882
  - Cybister cephalotes Sharp, 1882
  - Cybister chinensis Motschulsky, 1854
  - Cybister cinctus Sharp, 1882
  - Cybister cognatus Sharp, 1882
  - Cybister concessor Guignot, 1947
  - Cybister confusus Sharp, 1882
  - Cybister crassipes Sharp, 1882
  - Cybister crassiusculus Régimbart, 1895
  - Cybister dejeanii Aubé, 1838
  - Cybister dytiscoides Sharp, 1882
  - Cybister ellipticus LeConte, 1852
  - Cybister explanatus LeConte, 1852
  - Cybister favareli Guignot, 1936
  - Cybister fimbriolatus (Say, 1823)
  - Cybister flavocinctus Aubé, 1838
  - Cybister fumatus Sharp, 1882
  - Cybister fusculus Zimmermann, 1919
  - Cybister godeffroyi (Wehncke, 1876)
  - Cybister gracilis Sharp, 1882
  - Cybister gschwendtneri Guignot, 1935
  - Cybister guerini Aubé, 1838
  - Cybister guignoti Gschwendtner, 1936
  - Cybister hypomelas Régimbart, 1892
  - Cybister janczyki Mouchamps, 1957
  - Cybister javanus Aubé, 1838
  - Cybister laevis Falkenström, 1936
  - Cybister lateralimarginalis (De Geer, 1774) – topień
  - Cybister lewisianus Sharp, 1873
  - Cybister limbatus (Fabricius, 1775)
  - Cybister loxidiscus Wilke, 1920
  - Cybister natalensis (Wehncke, 1876)
  - Cybister nebulosus Gschwendtner, 1931
  - Cybister occidentalis Aubé, 1838
  - Cybister pectoralis Sharp, 1882
  - Cybister pederzanii Rocchi, 1979
  - Cybister reichei Aubé, 1838
  - Cybister rugosus (W.S.Macleay, 1825)
  - Cybister rugulosus (Redtenbacher, 1844)
  - Cybister schoutedeni Gschwendtner, 1932
  - Cybister semiaciculatus Schaufuss, 1887
  - Cybister senegalensis Aubé, 1838
  - Cybister straeleni Guignot, 1952
  - Cybister tibialis Sharp, 1882
  - Cybister tripunctatus (Olivier, 1795)
  - Cybister ventralis Sharp, 1882
  - Cybister weckwerthi Hendrich, 1997
  - Cybister wittmeri Brancucci, 1979
  - Cybister yulensis Guignot, 1956
  - Cybister zimmermanni Mouchamps, 1957

- podrodzaj: Cybister (Megadytoides) Brinck, 1945
  - Cybister marginicollis Boheman, 1848

- podrodzaj: Cybister (Melanectes) Brinck, 1945
  - Cybister alemon Guignot, 1948
  - Cybister aterrimus Régimbart, 1899
  - Cybister basilewskyi Guignot, 1950
  - Cybister bellicosus Guignot, 1947
  - Cybister bimaculatus Aubé, 1838
  - Cybister blotei Guignot, 1936
  - Cybister brevis Aubé, 1838
  - Cybister burgeoni Guignot, 1947
  - Cybister convexus Sharp, 1882
  - Cybister dehaanii Aubé, 1838
  - Cybister desjardinsii Aubé, 1838
  - Cybister dissentiens Mouchamps, 1957
  - Cybister distinctus Régimbart, 1878
  - Cybister ertli Zimmermann, 1917
  - Cybister feraudi Guignot, 1934
  - Cybister griphodes Guignot, 1942
  - Cybister immarginatus (Fabricius, 1798)
  - Cybister insignis Sharp, 1882
  - Cybister irritans (Dohrn, 1875)
  - Cybister longulus Gschwendtner, 1932
  - Cybister lynceus J.Balfour-Browne, 1950
  - Cybister mesomelas Guignot, 1942
  - Cybister mocquerysi Régimbart, 1895
  - Cybister modestus Sharp, 1882
  - Cybister nigrescens Gschwendtner, 1933
  - Cybister nigripes Wehncke, 1876
  - Cybister operosus Sharp, 1882
  - Cybister owas Laporte, 1835
  - Cybister papuanus Guignot, 1956
  - Cybister pinguis Régimbart, 1895
  - Cybister posticus Aubé, 1838
  - Cybister procax Guignot, 1947
  - Cybister prolixus Sharp, 1882
  - Cybister semirugosus Harold, 1878
  - Cybister siamensis Sharp, 1882
  - Cybister smaragdinus Régimbart, 1895
  - Cybister sugillatus Erichson, 1834
  - Cybister sumatrensis Régimbart, 1883
  - Cybister thermolytes Guignot, 1947
  - Cybister vicinus Zimmermann, 1917
  - Cybister vulneratus Klug, 1834
  - Cybister zimmermanni Mouchamps, 1957

- podrodzaj: Cybister (Neocybister) Miller, Bergsten et Whiting, 2007
  - Cybister festae Griffini, 1895
  - Cybister puncticollis (Brullé, 1837)

- podrodzaj: incertae sedis
  - Cybister parvus Trémouilles, 1984